# Audrey Bellia-Sauvage
Audrey Bellia-Sauvage, née le 2 août 1977 à Angers, est une basketteuse en fauteuil roulant française. Elle joue actuellement avec l'équipe de Saint-Herblain, et elle a fait partie de l'équipe de France de handibasket féminine.

## Carrière internationale
En tant que membre de l'équipe nationale de handibasket, Audrey Bellia-Sauvage a participé aux compétitions suivantes :
- 2005 : Paralympic World Cup, Stoke Mandville (Angleterre)
- 2006 : Championnat du Monde, Amsterdam (Pays-Bas)
- 2007 : Championnat d'Europe